# John Pritchard (director)
John Michael Pritchard (Londres, 5 de febrero de 1921 – Daly City, 5 de diciembre de 1989) fue un director de orquesta británico. Fue conocido por sus interpretaciones de óperas de Mozart y por su apoyo a la música contemporánea.

## Vida y carrera
Pritchard nació en Londres, en una familia musical. Su padre, Albert Edward Pritchard, fue un violinista con la Orquesta Sinfónica de Londres. El joven Pritchard estudió violín, piano, y dirección en Italia.
Pritchard, un objetor de conciencia, rechazó servir en la Segunda Guerra Mundial, pero en cualquier caso lo clasificaron como inadecuado debido a motivos médicos. En 1943 asumió la semiprofesional Orquesta de cuerda de Derby y fue su principal director hasta 1951. Se unió al personal musical del festival de Glyndebourne en 1947 y fue nombrado maestro de coro en 1949. Siguió vinculado a Glyndebourne durante la mayor parte de su carrera, como director, asesor musical (desde 1963), director principal (1968) y director musical (1969–78).
Más allá de Glyndebourne, Pritchard apareció con la Orquesta Filarmónica Real, en Edimburgo en 1952 (ayudando a Ernest Ansermet, que estaba enfermo). Hizo su debut en la Royal Opera House en 1951 y en la ópera estatal de Viena en 1952. Apareció con regularidad con la sinfónica de Viena (1953–55).
Para Glyndebourne en esta época dirigió el Idomeneo de Mozart y Ariadne auf Naxos de Richard Strauss en los festivales de Edimburgo de 1953 y 1954 y La Cenerentola de Rossini en el festival de Berlín, una interpretación descrita por el Dictionary of National Biography como 'un triunfo'.
En 1957, Pritchard fue elegido director principal de la Royal Liverpool Philharmonic donde lanzó la serie Música Viva presentando música contemporánea. Su éxito en Liverpool llevó a que lo nombraran director musical de la Orquesta Filarmónica de Londres (1962–66). Después trabajó por su cuenta, dirigiendo conciertos en Berlín, Leipzig, Dresde, Filadelfia y el Extremo Oriente, y ópera en Buenos Aires, Chicago, San Francisco, Nueva York, Salzburgo, Florencia, y Múnich. En 1973 dirigió a la Filarmónica de Londres en China—la primera visita de una orquesta occidental.
Sus puestos posteriores permanentes fueron los de director jefe de la Orquesta Sinfónica de la BBC (1982–89) y director musical de la Ópera de Colonia (1978), La Monnaie de Bruselas (1981), y la ópera de San Francisco (1986). Cuando murió estaba preparando un ciclo del anillo de Wagner para San Francisco.
Pritchard fue distinguido como Comandante de la Orden del Imperio Británico (CBE) en 1962 y nombrado caballero en 1983. Recibió el prestigioso Shakespeare Prize (Hamburgo) en 1975.
Murió el año 1989 en Daly City, California, Estados Unidos. Su homosexualidad fue descrita como "descarada"; dejó una gran parte de su herencia a su compañero, Terry MacInnes.

## Repertorio
John Pritchard fue defensor de una amplia gama de música nueva, dirigiendo los estrenos de Gloriana (Britten) y The Midsummer Marriage y King Priam de Tippett, todo para el Covent Garden, y el estreno británico de la Elegía para jóvenes amantes de Henze en Glyndebourne. De los clásicos del repertorio destacó por sus interpretaciones de Mozart y Richard Strauss. Sus grabaciones incluyen Idomeneo, L'incoronazione di Poppea, Falstaff, Macbeth, Hansel y Gretel, L'elisir d'amore (con Plácido Domingo), Il segreto di Susanna (con Renata Scotto y Renato Bruson), Lucia di Lammermoor y La traviata (estas dos últimas con Joan Sutherland).

## Grabaciones
Donizetti
- Lucia di Lammermoor – Joan Sutherland (Lucia), André Turp (Edgardo), John Shaw (Enrico), Joseph Rouleau (Raimondo), Kenneth MacDonald (Arturo), Margreta Elkins (Alisa), Edgar Evans (Normanno), coro y orquesta de la Royal Opera House, Covent Garden, John Pritchard, grabado en 1961 – Celestial Audio CA 345

Mozart
- Idomeneo – Richard Lewis (Idomeneo), Leopold Simoneau (Idamante), Sena Jurinac (Ilia), Lucille Udovick (Elettra), coro y orquesta del festival de Glyndebourne Festival, John Pritchard, grabado en 1956